# هانز بيسر
هانز بيسر (بالألمانية: Johann Pesser)‏ (مواليد 7 نوفمبر 1911) هو لاعب كرة قدم. يلعب مع منتخب ألمانيا لكرة القدم. سبق له أن لعب في كأس العالم لكرة القدم مع منتخب بلاده.

## مسيرته الكروية
لعب هانز بيسر خلال مسيرته الاحترافية مع نادِ واحدٍ في أحد عشر موسمًا وسجل خلالها 44 هدفًا ضمن 146 مباراة. ولم يفز بأي موسم بالكأس وفاز في أربعة مواسم بالدوري.
خاض هانز بيسر مسيرته مع نادي رابيد فيينا في موسم 1931–32 ليلعب معه أحد عشر موسمًا، مشاركًا في 146 مباراة سجل خلالها 44 هدفًا.

## روابط خارجية
- هانز بيسر على موقع الاتحاد الدولي (مؤرشف)  (الإنجليزية)
- هانز بيسر على موقع قاعدة بيانات كرة القدم.إي يو (الإنجليزية)
- هانز بيسر على موقع ناشيونال فوتبول تيمز (الإنجليزية)
- هانز بيسر على موقع Soccerway.com (الإنجليزية)
- هانز بيسر على موقع عالم كرة القدم.نت (الإنجليزية)